# Bucranium (geslacht)
Bucranium is een geslacht van spinnen uit de  familie van de Thomisidae (krabspinnen).

## Soorten
- Bucranium affine (O. Pickard-Cambridge, 1896)
- Bucranium pulchrum (Bryant, 1940)
- Bucranium spinigerum O. Pickard-Cambridge, 1891
- Bucranium taurifrons O. Pickard-Cambridge, 1881